# Varbergs BoIS Brottning
Varbergs BoIS Brottning i Varbergs kommun, Hallands län, är en brottningsklubb som efter en omorganisation 1991 ingår i den då bildade huvudorganisationen Varbergs BoIS.
1928, tre år efter bildandet av Varbergs BoIS, togs brottning upp på programmet och året därpå bildades den första brottningssektionen. Boisbrottarna hade tidigare varit aktiva i stadens enda brottarklubb, VAIK.
Brottningen har vid sidan av fotbollen varit Varbergs BoIS främsta verksamhet. Publikintresset var stort vid de nationella och internationella galor som tidigare hölls i Nöjesparken, Varberg, 2000 åskådare en återkommande publiksiffra. Publikfavoriter som "Falka-Erik" och "Hagadalarn" bidrog till intresset och framgångar har inte saknats genom åren, vilket 20 SM-medaljer mellan 1932 och 1989 bekräftar.
En nysatsning 1990 ledde resulterande i ytterligare 11 SM-titlar under femårsperioden 1990 - 1994. Tre starter i A-fyrstads: 1990, 1993 och 1995 har lett till, om inte segrar så dock erfarenhet.
Från 2005 har klubben även en tjejsektion.